# ريوزو تسوجينو
ريوزو تسوجينو مواليد 24 فبراير 1969، هو لاعب كرة مضرب ياباني سابق وكان يلعب باليد اليمنى. أعلى تصنيف له في الفردي كان المركز الـ 354 في سنة 1993. أعلى تصنيف له في الزوجي كان المركز الـ 380 في سنة 1998.

## روابط خارجية
- ريوزو تسوجينو على موقع رابطة محترفي التنس (الإنجليزية)
- ريوزو تسوجينو على موقع الاتحاد الدولي لكرة المضرب (الإنجليزية)
- ريوزو تسوجينو على موقع كأس ديفيز (الإنجليزية)
- ريوزو تسوجينو على موقع خلاصة التنس.كوم (الإنجليزية)